# Síndrome PFAPA
A síndrome PFAPA (sigla em inglês para Periodic Fever, Aphthous Stomatitis, Pharyngitis, and Adenitis, ou febre periódica, estomatite aftosa, faringite e adenite, em português) é uma doença autoimune pertencente ao grupo de febres periódicas. Foi descrita pela primeira vez em 1987.
É caracterizada por episódios de febre acompanhada de aftas, faringite, ou adenite cervical. Os sintomas se manifestam na ausência de infecções no trato respiratório superior e em episódios que duram de 3 a 6 dias e se repetem a cada 3 a 8 semanas. Entre os episódios, os pacientes não apresentam nenhum sintoma.
A incidência é estimada em 2,3 a 2,6 casos a cada 10 mil crianças. Sua causa é desconhecida e, diferentemente de outras febres periódicas, fatores étnicos ou geográficos não parecem ter relação com a sua incidência.
O uso de corticoides é eficaz em suprimir rapidamente os episódios de febre e outros sintomas, com desaparecimento em 2 a 4 horas após ingestão e interrupção do ciclo em 12 a 24 horas. No entanto, não são capazes de prevenir a recorrência dos episódios e podem encurtar o intervalo do ciclo. Outros anti-inflamatórios não-esteroides podem ter efeito pequeno em aliviar os sintomas. A prescrição de antibióticos devido a um diagnóstico errado de amigdalite é comum, mas não possuem efeito em combater a doença.

## Sintomas e diagnóstico
A febre periódica é o sintoma mais recorrente. No entanto, diversas outras doenças possuem este sintoma, como a febre familiar do mediterrâneo. A febre costuma ser acompanhada de:
- Aftas ou úlceras orais (estomatite aftosa)
- Faringite ou amigdalite purulenta com cultura negativa
- Inchaço de linfonodos cervicais (adenite cervical)
- Calafrios
- Dores no abdómen
- Cefaleia (dores de cabeça)
- Artralgia (dores nas juntas)
- Erupções cutâneas
- Mal-estar

Dado que a doença não pode ser identificada por exames laboratoriais, o diagnóstico é clínico e por exclusão. Os critérios para o diagnóstico de PFAPA são a ocorrência de febre periódica somado a pelo menos um dos outros sintomas principais (estomatite aftosa, faringite e adenite cervical) em crianças de até 5 anos, bem como a exclusão de infecções no trato respiratório superior e de neutropenia cíclica, a ausência de sintomas entre os episódios, e desenvolvimento e crescimento normais.

## Tratamento
A PFAPA tende a sumir com o crescimento da criança, mas pode retornar durante a adolescência ou fase adulta. Nesse caso, os sintomas costumam aparecer na segunda ou terceira década de vida. O tratamento mais comum para sintomas consiste de corticoides esteroides ou glicocorticoides por via oral, como a prednisona que costuma resolver os episódios em questão de horas. Porém, é comum que o uso sob demanda desse tipo de medicamento encurte o intervalo de tempo entre um episódio e outro. Alguns estudos apontam para o uso contínuo de colchicina como tratamento capaz de aumentar a remissão e o espaçamento de tempo entre episódios de febre mas sua eficácia não é consensual, e parece estar relacionada ao gene da febre familiar do mediterrâneo.
A amigdalectomia, com ou sem adenoidectomia, é o tratamento de maior eficácia, resultando na total remissão da PFAPA na maioria dos pacientes, ainda que sua recomendação não seja um consenso, principalmente quando a doença acomete adultos. O motivo pelo qual a amigdalectomia é eficaz em eliminar a recorrência da PFAPA ainda é desconhecido.